# USS Cabot (CVL-28)
O USS Cabot foi um porta-aviões da Marinha dos Estados Unidos, pertencente a Classe Independence, construído durante a Segunda Guerra Mundial. No período de 1967 a 1989, serviu à Armada Espanhola com o nome de Dédalo. Após uma tentativa de preservação para um navio-museu, foi finalmente desmantelado em 2002.